# Флавий Орест
Флавий Орест (на латински: Flavius Orestes; † 28 август 476) e римски пълководец във времето на залеза на Западната Римска империя.
Той е син на Татул и произлиза от Панония. Той е секретар на царя на хуните Атила и често е изпращан от него и при източноримския император Теодосий II.
След смъртта на Атила 453 г. той служи на западноримските императори и става патриций и magister militum. През август 475 г. той смъква император Юлий Непот, който бяга в Далмация и от там управлява като последен официален император на Западената империя до смъртта си през 480 г.
Орест издига своя син Ромул, по-късно наречен „Августул“, за император, макар че истинските управляващи остават Орест и брат му Павел. Когато варварските помощни войски искат от Орест земя за заселване в Италия и той им отказва, те с водещ Одоакър се навдигат срещу него на 23 август 476 г. Орест е победен и убит след пет дни при Плаценция. Няколко дни по-късно брат му Павел също е убит в Равена, а синът му Ромул е свален от престола.